# Torneo de San José 2010
El SAP Open (Abierto de San José) fue un evento de tenis perteneciente al ATP World Tour en la serie 250, se juega entre el 8 al 14 de febrero en el complejo deportivo HP Pavilion en San José, California, Estados Unidos.
El día inaugural tuvo como gran partido de la noche, un enfrentamiento de exhibición entre la leyenda del tenis, Pete Sampras, y el español Fernando Verdasco.

## Día a día

### Día 1 (8 de febrero)
| Juegos en Center Court | Juegos en Center Court | Juegos en Center Court | Juegos en Center Court |
| Ronda                  | Ganador                | Perdedor               | Resultado              |
| ---------------------- | ---------------------- | ---------------------- | ---------------------- |
| Sencillos 1.ª Ronda    | Dudi Sela              | Santiago Giraldo       | 7-6(2), 7-6(4).        |
| Sencillos 1.ª Ronda    | Jarkko Nieminen        | (WC)Lars Poerschke     | 3-6, 6-3, 6-2.         |
| Sencillos 1.ª Ronda    | Leonardo Mayer         | Ernests Gulbis         | 7-5, 6-4.              |
| Sencillos 1.ª Ronda    | Denis Istomin          | (WC)Ryan Harrison      | 6-2, 7-5.              |
| Sencillos 1.ª Ronda    | Taylor Dent            | (Q)Alex Bogomolov Jr.  | 6-4, 7-6(2).           |
| Exhibición             | Fernando Verdasco      | Pete Sampras           | 6-3, 7-6(2).           |
| Sencillos 1.ª Ronda    | (5)Tomáš Berdych       | Wayne Odesnik          | 6-1, 6-7(5), 7-5.      |

| Juegos en Courtside Club 16 | Juegos en Courtside Club 16 | Juegos en Courtside Club 16           | Juegos en Courtside Club 16 |
| Ronda                       | Ganador                     | Perdedor                              | Resultado                   |
| --------------------------- | --------------------------- | ------------------------------------- | --------------------------- |
| Dobles 1.ª Ronda            | Tommy Haas/ Radek Štěpánek  | James Cerretani/ Michael Kohlmann     | 6-3, 6-3.                   |
| Dobles 1.ª Ronda            | Mardy Fish/ Sam Querrey     | (WC)Robby Ginepri/ Travis Rettenmaier | 6-3, 6-4.                   |

### Día 2 (9 de febrero)
| Juegos en Center Court | Juegos en Center Court   | Juegos en Center Court     | Juegos en Center Court |
| Ronda                  | Ganador                  | Perdedor                   | Resultado              |
| ---------------------- | ------------------------ | -------------------------- | ---------------------- |
| Sencillos 1.ª Ronda    | Benjamin Becker          | (Q)Tim Smyczek             | 6-4, 6-2.              |
| Sencillos 1.ª Ronda    | Björn Phau               | (8)Jeremy Chardy           | 6-3, 6-1.              |
| Sencillos 1.ª Ronda    | (Q)Richard Berankis      | Robby Ginepri              | 6(5)-7, 6-2, 6-3.      |
| Sencillos 1.ª Ronda    | (4)Tommy Haas            | (WC)Devin Britton          | 6-4, 7-6(3).           |
| Dobles 1.ª Ronda       | (1)Bob Bryan/ Mike Bryan | Colin Fleming/ Ken Skupski | 6-2, 6-4.              |
| Sencillos 1.ª Ronda    | (6)Philipp Kohlschreiber | Rajeev Ram                 | 6(7)-7, 6-1, 6-3.      |
| Sencillos 1.ª Ronda    | Michael Russell          | (LL)Kyu Tae Im             | 7-6(6), 6-1.           |
| Sencillos 1.ª Ronda    | (7)sam Querrey           | Teimuraz Gabashvili        | 6-3, 6-2.              |

| Juegos en Courtside Club 16 | Juegos en Courtside Club 16           | Juegos en Courtside Club 16          | Juegos en Courtside Club 16 |
| Ronda                       | Ganador                               | Perdedor                             | Resultado                   |
| --------------------------- | ------------------------------------- | ------------------------------------ | --------------------------- |
| Dobles 1.ª Ronda            | Benjamin Becker/ Leonardo Mayer       | (WC)Scott Lipsky/ David Martin       | 2-6, 7-6(6), 12-10.         |
| Dobles 1.ª Ronda            | Denis Istomin/ Dudi Sela              | Jeremy Chardy/ Jarkko Nieminen       | 6-3, 3-6, 10-8.             |
| Dobles 1.ª Ronda            | (3)Johan Brunstrom/ Jean-Julien Rojer | Tomáš Berdych/ Philipp Kohlschreiber | 7-6(2), 6-2.                |

### Día 3 (10 de febrero)
| Juegos en Center Court  | Juegos en Center Court          | Juegos en Center Court   | Juegos en Center Court |
| Ronda                   | Ganador                         | Perdedor                 | Resultado              |
| ----------------------- | ------------------------------- | ------------------------ | ---------------------- |
| Sencillos 1.ª Ronda     | Xavier Malisse                  | (8)Radek Štěpánek        | 6-3, 6-4.              |
| Sencillos 2.ª Ronda     | (6)Philipp Kohlschreiber        | Dudi Sela                | 6-2, 6-0.              |
| Sencillos 2.ª Ronda     | (5)Tomáš Berdych                | Jarkko Nieminen          | 6-3, 6-2.              |
| Sencillos 2.ª Ronda     | Denis Istomin                   | (4)Tommy Haas            | 7-6(3), 6-2.           |
| Dobles Cuartos de final | Benjamin Becker/ Leonardo Mayer | (1)Bob Bryan/ Mike Bryan | 7-6(3), 6-3.           |
| Sencillos 1.ª Ronda     | (1)Andy Roddick                 | (Q)Ryler Deheart         | 6-1, 7-6(6).           |
| Sencillos 1.ª Ronda     | (2)Fernando Verdasco            | (Q)Yen-Hsun Lu           | 6-3, 6(6)-7, 6-3.      |

| Juegos en Courtside Club 16 | Juegos en Courtside Club 16 | Juegos en Courtside Club 16           | Juegos en Courtside Club 16 |
| Ronda                       | Ganador                     | Perdedor                              | Resultado                   |
| --------------------------- | --------------------------- | ------------------------------------- | --------------------------- |
| Dobles 1.ª Ronda            | Carsten Ball/ Stephen Huss  | Rohan Bopanna/ Jeff Coetzee           | 6-1, 6-4.                   |
| Dobles Cuartos de final     | Mardy Fish/ Sam Querrey     | (3)Johan Brunstrom/ Jean-Julien Rojer | 7-6(6), 6-4                 |
| Dobles 1.ª Ronda            | (2)Eric Butorac/ Rajeev Ram | Michael Russell/ Dušan Vemić          | 6-2, 6-4.                   |

### Día 4 (11 de febrero)
| Juegos en Center Court | Juegos en Center Court | Juegos en Center Court | Juegos en Center Court |
| Ronda                  | Ganador                | Perdedor               | Resultado              |
| ---------------------- | ---------------------- | ---------------------- | ---------------------- |
| Sencillos 2.ª Ronda    | (Q)Richard Berankis    | Björn Phau             | 7-6(5), 6-3.           |
| Sencillos 2.ª Ronda    | (7)Sam Querrey         | Taylor Dent            | 6-4, 6-4.              |
| Sencillos 2.ª Ronda    | Michael Russell        | Xavier Malisse         | 6-4, 7-5.              |
| Sencillos 2.ª Ronda    | (1)Andy Roddick        | Leonardo Mayer         | 6-3, 6-2.              |

### Día 5 (12 de febrero)
| Juegos en Center Court     | Juegos en Center Court      | Juegos en Center Court     | Juegos en Center Court |
| Ronda                      | Ganador                     | Perdedor                   | Resultado              |
| -------------------------- | --------------------------- | -------------------------- | ---------------------- |
| Dobles cuartos de final    | (2)Eric Butorac/ Rajeev Ram | Carsten Ball/ Stephen Huss | 7-6(3), 6(8)-7, 10-5.  |
| Sencillos cuartos de final | Denis Istomin               | (6)Philipp Kohlschreiber   | 6-1, 1-6, 6-3.         |
| Sencillos cuartos de final | (2)Fernando Verdasco        | (Q)Richard Berankis        | 6-3, 7-6(5).           |
| Sencillos cuartos de final | (1)Andy Roddick             | (5)Tomáš Berdych           | 7-6(5), 7-6(5).        |
| Sencillos cuartos de final | (7)Sam Querrey              | Michael Russell            | 6-4, 6-3.              |

### Día 6 (13 de febrero)
| Juegos en Center Court | Juegos en Center Court          | Juegos en Center Court      | Juegos en Center Court |
| Ronda                  | Ganador                         | Perdedor                    | Resultado              |
| ---------------------- | ------------------------------- | --------------------------- | ---------------------- |
| Sencillos semifinal    | (2)Fernando Verdasco            | Denis Istomin               | 6-3, 2-6, 6-4.         |
| Dobles semifinal       | Benjamin Becker/ Leonardo Mayer | Denis Istomin/ Dudi Sela    | 6-1, 7-6(4).           |
| Sencillos semifinal    | (1)Andy Roddick                 | (7)Sam Querrey              | 2-6, 7-6(5), 7-6(4).   |
| Dobles semifinal       | Mardy Fish/ Sam Querrey         | (2)Eric Butorac/ Rajeev Ram | 7-6(5), 6-4.           |

### Día 7 (14 de febrero)
| Juegos en Center Court | Juegos en Center Court  | Juegos en Center Court          | Juegos en Center Court |
| Ronda                  | Ganador                 | Perdedor                        | Resultado              |
| ---------------------- | ----------------------- | ------------------------------- | ---------------------- |
| Dobles final           | Mardy Fish/ Sam Querrey | Benjamin Becker/ Leonardo Mayer | 7-6(3), 7-5.           |
| Sencillos final        | (2)Fernando Verdasco    | (1)Andy Roddick                 | 3-6, 6-4, 6-4.         |

## Cabezas de serie
A continuación se detallan los cabeza de serie de cada categoría. Los jugadores marcados en negrita están todavía en competición. Los jugadores que ya no estén en el torneo se enumeran junto con la ronda en la cual fueron eliminados.

### Cabezas de serie (individuales masculino)
| 1. | Andy Roddick          | pierde ante | Fernando Verdasco | Final            |
| 2. | Fernando Verdasco     | gana a      | Andy Roddick      | Campeón          |
| 3. | Radek Štěpánek        | pierde ante | Xavier Malisse    | 1.ª ronda        |
| 4. | Tommy Haas            | pierde ante | Denis Istomin     | 2.ª ronda        |
| 5. | Tomáš Berdych         | pierde ante | Andy Roddick      | Cuartos de final |
| 6. | Philipp Kohlschreiber | pierde ante | Denis Istomin     | Cuartos de final |
| 7. | Sam Querrey           | pierde ante | Andy Roddick      | Semifinal        |
| 8. | Jeremy Chardy         | pierde ante | Björn Phau        | 1.ª ronda        |

### Cabezas de serie (dobles masculino)
| 1. | Bob Bryan/ Mike Bryan              | pierden ante | Benjamin Becker/ Leonardo Mayer | Cuartos de final |
| 2. | Eric Butorac/ Rajeev Ram           | pierde ante  | Mardy Fish/ Sam Querrey         | Semifinal        |
| 3. | Johan Brunstrom/ Jean-Julien Rojer | pierden ante | Mardy Fish/ Sam Querrey         | Cuartos de final |
| 4. | James Cerretani/ Michael Kohlmann  | pierden ante | Tommy Haas/ Radek Štěpánek      | 1.ª ronda        |

## Campeones
- Individuales masculinos:  Fernando Verdasco derrota a  Andy Roddick 3-6, 6-4, 6-4.

- Dobles masculinos:  Mardy Fish/  Sam Querrey derrotan a  Benjamin Becker/  Leonardo Mayer 7-6(3), 7-5.

## Puntos y premios
El torneo se realiza con una inversión de 600.000 dólares, de los cuales, 531.000 son entregados a los tenistas de la siguiente forma:
- Individuales

| Ronda            | Puntos | Premios |
| Campeón          | 250    | 90.925  |
| Finalista        | 150    | 47.900  |
| Semifinal        | 90     | 25.900  |
| Cuartos de final | 45     | 14.830  |
| Segunda ronda    | 20     | 8.700   |
| Primera ronda    | 0      | 5.160   |
| Clasificado      | 12     |         |
| Clasificación R3 | 6      | 850     |
| Clasificación R2 | 0      | 405     |
| Clasificación R1 | 0      | 0       |

- Dobles

| Ronda            | Puntos | Premios |
| Campeón          | 250    | 29.200  |
| Finalista        | 150    | 15.300  |
| Semifinal        | 90     | 8.300   |
| Cuartos de final | 45     | 4.750   |
| Primera ronda    | 0      | 2.800   |